# Ива Манојловић
Ива Манојловић (рођ. Стефановић; Београд, 12. децембар 1990) српска је  позоришна, филмска и гласовна глумица. Игра у Југословенском драмском позоришту, Народном позоришту,  Позоришту на Теразијама , Опери и Театру Мадленианум и Атељу 212..
Ива је студирала глуму на Факултету драмских уметности у Београду на класи Биљане Машић, заједно са Миланом Марићем, Миленом Живановић, Маријом Бергам и другима.
Ради на Факултету Драмских Уметности као Асистент на предмету Техника гласа, Катедра за Глуму.
Активно се бави синхронизацијама за студије Студио, Голд диги нет, Блу хаус, Лаудворкс, Ливада Београд, Басивити, Моби, Соло и Студио. Удата је за редитеља Марка Манојловића са којим има ћерке, Зору и Анђу. Она је сестра глумице Бојане Стефановић.

## Филмографија
| Год.       | Назив                       | Улога                |
| ---------- | --------------------------- | -------------------- |
| 2011.      | Наша мала тајна             | Милица               |
| 2014.      | Ургентни центар             | Повређена девојка    |
| 2015-2016. | Андрија и Анђелка           | Фризерка Невена      |
| 2016.      | ЗГ 80                       | Драгана              |
| 2017.      | Врати се Зоне               | Неда                 |
| 2017.      | Santa Maria della Salute    | Љубица Грол          |
| 2018.      | Немањићи — рађање краљевине | Красомира            |
| 2019.      | Прича о Мики мраву          | Микина мама          |
| 2020.      | Мама и тата се играју рата  | Васпитачица Катарина |
| 2022-2024. | Тајне винове лозе           | Андријана            |

## Улоге у синхронизацијама
| Година     | Наслов                                                           | Улоге                                                                      |
| ---------- | ---------------------------------------------------------------- | -------------------------------------------------------------------------- |
| 2013.      | Аватар: Легенда о Кори                                           | Асами, Опал                                                                |
| 2013.      | Водени свет малих гупија                                         | Стајли                                                                     |
| 2013.      | Барби: Тајна морске дубине 2                                     | Кајли                                                                      |
| 2013.      | Иди, Дијего, иди!                                                | Чито итд.                                                                  |
| 2014.      | Баскеташи Тонија Паркера                                         | Миа                                                                        |
| 2014.      | Барби и тајна врата                                              | Нори                                                                       |
| 2014.      | Брац вампирице                                                   | Клоета Спелета                                                             |
| 2014-2017. | Дора и пријатељи                                                 | Пабло (сезоне 1 епизоде 13-16, сезоне 1 епизоде 18-20, сезоне 2), Маријана |
| 2014.      | Животињска фарма                                                 | Чарна                                                                      |
| 2014.      | Магична породица                                                 | Врба                                                                       |
| 2014-2015. | Како да дресирате свог змаја (ТВ серија)                         | Грдана                                                                     |
| 2014.      | Мој мали пони: Девојке из Еквестрије - Рејнбоу Рок (Студио)      | Адађо Дазл (песме)                                                         |
| 2014.      | Чудновило лето                                                   | Госпођа Малиган                                                            |
| 2014.      | Анђелина балерина (С2, Лаудворкс)                                | Мама                                                                       |
| 2015.      | Ни хао, Каи-Лан                                                  | Каи-Лан, уводна шпица                                                      |
| 2015.      | Барби и њене сестре у авантури са куцама                         | Скипер                                                                     |
| 2015.      | Авантуре Џимија Неутрона                                         | Џими Неутрон (певање)                                                      |
| 2015.      | Барби: Моћ принцезе                                              | Корин                                                                      |
| 2015.      | Барби: Принцеза и поп звезда                                     | Кира                                                                       |
| 2015.      | Барби: Рокери и краљевићи                                        | Ерика                                                                      |
| 2015-2017. | Бела и Булдози                                                   | Кери Досон                                                                 |
| 2015.      | Динофроз                                                         | Кеира, Хелена                                                              |
| 2015.      | Југио 5Д (Блу хаус)                                              | Акиза Изински, Лео, Карли Кармин, рачунар двобој-тркача                    |
| 2015.      | Дрво фу Том (Блу хаус)                                           | Аријела                                                                    |
| 2015-2017. | Литл чармерс                                                     | Вилоу; Олива (сезоне 1 епизоде 2) итд.                                     |
| 2015.      | Лего пријатељи (Студио)                                          | Миа, Андреа                                                                |
| 2015.      | Лудо крстарење                                                   | Мелина                                                                     |
| 2015.      | Маја                                                             | Маја, тетка Матилда                                                        |
| 2015.      | Мајмун види, мајмун ради (Студио)                                | Кртица, алигатор, солисткиња итд.                                          |
| 2015.      | Макс и Руби                                                      | Роџер Пијаца (сезоне 1-5, сезоне 6 неке епизоде)                           |
| 2015.      | Марсупилами (сезона 5)                                           | Сара                                                                       |
| 2015.      | Октонаути (сезона 2)                                             | Тико итд.                                                                  |
| 2015.      | Мој мали пони: Еквестрија девојке - Игре пријатељства (Блу хаус) | Директорка Рачунаљка                                                       |
| 2015.      | Мој мали пони: Еквестрија девојке - Музика дуге (Блу хаус)       | Адађоне                                                                    |
| 2015.      | Продавница најмањих љубимаца (Блу хаус)                          | Блајт Бакстер                                                              |
| 2015-2018. | Светлуцава и Сјајна                                              | Зек                                                                        |
| 2015.      | Супершпијунке (Блу хаус)                                         | Алекс                                                                      |
| 2015-2018. | Тандерменови                                                     | Алисон (неке епизоде)                                                      |
| 2015.      | Тома Палчић и чаробно огледалце                                  | Принцеза Дана од Орлиона                                                   |
| 2015-2017. | Хенри Опасност                                                   | Сестра Кохорт (сезоне 1-2), итд.                                           |
| 2015.      | Шашаво крстарење                                                 | Мелина                                                                     |
| 2015.      | Хотел Трансилванија 2                                            | Мејвис                                                                     |
| 2016.      | Робомобил Поли                                                   | Риста                                                                      |
| 2016.      | Галактички фудбал (сезона 3)                                     | Меј, Дејм Симбај, Адим, Вега                                               |
| 2016.      | Два ортака и јазавац                                             |                                                                            |
| 2016.      | Дигимон фузија (Блу хаус)                                        |                                                                            |
| 2016.      | Живот и авантуре Деда Мраза                                      | Шејгра, Итан                                                               |
| 2016.      | Змај и цвет                                                      |                                                                            |
| 2016.      | Изгубљени на Дивљем Западу                                       | Лиса Вотерс, Луна Вотерс                                                   |
| 2016.      | Инвизималс                                                       | Џезмин, Румико                                                             |
| 2016.      | Јокаи сат                                                        | Тенгу, Еспи, одјавна шпица итд.                                            |
| 2016.      | Ко се боји вука још                                              |                                                                            |
| 2016-2018. | Кућа Бука                                                        | Лори Бука (С1-2 сем у С1Е20, С2Е1)                                         |
| 2016.      | Меда са севера                                                   |                                                                            |
| 2016.      | Мук                                                              | Мишел, Џули итд.                                                           |
| 2016.      | Певајмо                                                          | Еш                                                                         |
| 2016.      | Развали игру                                                     | додатни гласови                                                            |
| 2016-2017. | Трансформерси: Прерушени роботи                                  | Расел Клеј, Виндблејд (сезоне 2-3)                                         |
| 2016.      | Упс, оде Ноа!                                                    | Фини                                                                       |
| 2016.      | Ухвати Ритам бенд шпијуна                                        | Марина                                                                     |
| 2016-2018. | Школа рока                                                       | Томика (С1-2; С3 половина епизода)                                         |
| 2016-2017. | Млади мутанти нинџа корњаче (2012)                               | Шинигами (сезоне 4)                                                        |
| 2017.      | Балерина и Виктор                                                |                                                                            |
| 2017.      | Ку ку Харажуку                                                   | Џи                                                                         |
| 2017.      | Лего пријатељи: Девојке за сва времена                           | Миа, Андреа                                                                |
| 2017.      | Мој живот као Тиквица                                            | Ружица                                                                     |
| 2017.      | Мој мали пони: Пријатељство је магија (Блу хаус)                 | Светлица, Габи                                                             |
| 2017.      | Ники, Рики, Дики и Дон                                           | Симон                                                                      |
| 2017.      | Ричард Рода                                                      | Аурора, додатни гласови                                                    |
| 2017.      | Снежна краљица 3: Ватра и лед                                    | Герда                                                                      |
| 2017.      | Чудовишта из моје породице                                       | Макс                                                                       |
| 2017.      | Штрумпфови: Скривено село                                        | Цветка                                                                     |
| 2017.      | Воликазам                                                        | Посластичарка Барбара (С1Е11)                                              |
| 2018.      | Бекство из библиотеке господина Лемончела                        |                                                                            |
| 2018.      | Зец Петар                                                        | Лепа                                                                       |
| 2018.      | Инфинити надо                                                    | Илај, Сесилија итд.                                                        |
| 2018.      | Мали вампир                                                      | Тони                                                                       |
| 2018.      | Пећинци                                                          |                                                                            |
| 2018.      | Хотел Трансилванија 3: Одмор почиње                              | Мејвис                                                                     |
| 2018.      | Чаробни принц                                                    | Снежана                                                                    |
| 2019.      | Аладин (2019)                                                    | Далија                                                                     |
| 2020.      | Тролови: Светска турнеја                                         | Краљица Змаја                                                              |
| 2021.      | Зец Петар: Скок у авантуру                                       | Лепа                                                                       |
| 2021.      | Лего пријатељи: Девојке на задатку                               | Миа итд. (сезоне 4)                                                        |
| 2021.      | Меда са севера 2: Кључеви краљевства                             | Олимпија                                                                   |
| 2021.      | Певајмо 2                                                        | Еш                                                                         |
| 2023.      | Пачија посла                                                     |                                                                            |
| 2025.      | Елио                                                             |                                                                            |